# باب رمزی (بازیکن فوتبال، زاده ۱۹۳۵)
باب رمزی (انگلیسی: Bob Ramsey؛ زادهٔ ۲۴ فوریهٔ ۱۹۳۵) بازیکن فوتبال اهل بریتانیا است.
از باشگاه‌هایی که در آن بازی کرده‌است می‌توان به باشگاه فوتبال هادرزفیلد تاون و باشگاه فوتبال یورک سیتی اشاره کرد.